# Бозієнь (Молдова)
Бозієнь (рум. Bozieni) — село у Гинчештському районі Молдови. Адміністративний центр однойменної комуни, до складу якої також входить село Дубовка.

## Населення
За даними перепису населення 2004 року у селі проживали 1986 осіб.
Національний склад населення села:
| Національність       | Кількість осіб | Відсоток   |
| -------------------- | -------------- | ---------- |
| молдавани румуни     | 1872 15        | 94,3% 0,8% |
| росіяни              | 37             | 1,9%       |
| українці             | 31             | 1,6%       |
| гагаузи              | 14             | 0,7%       |
| цигани               | 7              | 0,4%       |
| болгари              | 6              | 0,3%       |
| інша / без відповіді | 4              | 0,2%       |
| Всього               | 1986           | 100%       |